# ReCAPTCHA
reCAPTCHA Inc. este un sistem CAPTCHA deținut de Google. Acesta permite gazdelor web să facă diferența dintre accesul uman și automat (robot) la site-urile web. Versiunea originală cerea utilizatorilor să descifreze texte greu de citit sau să potrivească imagini. Versiunea a doua le cerea utilizatorilor să descifreze text sau să potrivească imaginile dacă analiza cookie-urilor și randarea pânzei (canvas rendering) sugera că pagina ar fi deschisă de către un robot. Începând cu versiunea 3, reCAPTCHA nu mai întrerupe niciodată utilizatorii, fiindcă este destinat să ruleze automat atunci când utilizatorii încarcă pagini sau dau click pe butoane.
Scopul original al serviciului a fost o platformă de colaborare în masă concepută pentru digitizarea cărților, în special a celor care erau prea ilizibile pentru a fi scanate de computere. Solicitările de verificare utilizau perechi de cuvinte din paginile scanate, primul cuvânt fiind utilizat drept control pentru verificare, iar al doilea fiind folosit pentru descifrarea de către utilizator a unui cuvânt incert. reCAPTCHA a fost dezvoltat inițial de către Luis von Ahn, David Abraham, Manuel Blum, Michael Crawford, Ben Maurer, Colin McMillen și Edison Tan în campusul⁠(d) principal al Universității Carnegie Mellon din Pittsburgh. Serviciul a fost achiziționat de Google în septembrie 2009. Acest sistem a ajutat la digitizarea arhivelor The New York Times și a fost ulterior folosit de Google Books în scopuri similare.
S-a raportat că sistemul reCaptcha a afișat peste 100 milioane de CAPTCHA în fiecare zi, pe site-uri precum Facebook, TicketMaster⁠(d), Twitter, 4chan, CNN.com, StumbleUpon, Craigslist (din iunie 2008), și site-ul web al programului de cupoane pentru convertizorul TV digital al Administrației naționale a telecomunicațiilor și Tehnologiei Informației din Statele Unite (ca parte a tranziției Statelor Unite ale Americii către DTV).
În 2014, Google a îndepărtat serviciul de conceptul său inițial, concentrându-se pe reducerea cantității de interacțiune a utilizatorului necesară pentru a verifica utilizatorul respectiv și prezentând doar provocări de recunoaștere umană (cum ar fi identificarea imaginilor dintr-un set care să satisfacă o anumită condiție) dacă analiza comportamentală suspectează că utilizatorul ar fi un robot.
În octombrie 2023, s-a descoperit că chatbotul GPT-4 al OpenAI ar putea rezolva CAPTCHA-urile. Serviciul a fost criticat pentru lipsa de securitate și accesibilitate în timpul colectării datelor despre utilizatori, un studiu din 2023 estimând costul colectiv al timpului uman petrecut în rezolvarea CAPTCHA la 6,1 miliarde de dolari în salarii.

## Origine
Distributed Proofreaders a fost primul proiect care și-a oferit timp voluntar pentru a descifra textul scanat care nu putea fi citit de către programele de recunoaștere optică a caracterelor (OCR). Acesta funcționează cu Proiectul Gutenberg pentru a digitiza materiale din domeniul public și utilizează metode destul de diferite de reCAPTCHA.
Programul reCAPTCHA a apărut la origine datorită informaticianului guatemalean Luis von Ahn, ajutat de o bursă MacArthur. Un dezvoltator timpuriu de CAPTCHA și-a dat seama că „a creat fără să vrea un sistem care distruge, în trepte de zece secunde, milioane de ore din una dintre cele mai prețioase resurse: ciclurile creierului uman”.

## Mod de funcționare

### reCaptcha v1 (OCR asistat de către om)
Textul scanat este supus analizei de către două sisteme OCR diferite. Orice cuvânt care este descifrat diferit de către cele două programe OCR sau care nu se află în vreun dicționar englez este marcat ca „suspect” și convertit într-un CAPTCHA. Cuvântul suspect este afișat, în afara contextului, uneori împreună cu un cuvânt de control deja cunoscut. Dacă utilizatorul uman scrie corect cuvântul de control, atunci răspunsul la cuvântul îndoielnic este acceptat ca "probabil valid". Dacă suficienți utilizatori ar introduce corect cuvântul de control, dar introduc incorect al doilea cuvânt pe care OCR nu l-a recunoscut, atunci versiunea digitală a documentelor ar putea ajunge să conțină cuvântul incorect. Identificarea efectuată de către fiecare program OCR primește o valoare de 0,5 puncte, iar fiecărei interpretări efectuate de către un om i se acordă un punct întreg. Odată ce o anumită identificare atinge 2,5 puncte, cuvântul este considerat valid. Acele cuvinte cărora li se oferă în mod constant o singură identitate de către judecătorii umani sunt mai târziu reciclate drept cuvinte de control.  Dacă primele trei presupuneri se potrivesc între ele, dar nu se potrivesc cu niciunul dintre OCR, ele sunt considerate un răspuns corect, iar cuvântul devine un cuvânt de control. Când șase utilizatori resping un cuvânt înainte de a se alege orice ortografie corectă, cuvântul este eliminat ca fiind ilizibil.
Metoda originală reCAPTCHA a fost concepută pentru a afișa cuvintele îndoielnice separat, drept corecție în afara contextului, mai degrabă decât în utilizare, cum ar fi într-o frază de cinci cuvinte din documentul original.  De asemenea, cuvântul de control ar putea induce în eroare contextul celui de-al doilea cuvânt, cum ar fi o solicitare ca „/metal/ /fife/” introdusă ca „metal file” din cauza faptului că utilizatorii au o conexiune logică cu o unealtă metalică mai degrabă decât cu instrumentul muzical „fife”.
În 2012, reCAPTCHA a început să folosească fotografii luate din proiectul Google Street View, pe lângă cuvintele scanate. Sistemul va cere utilizatorului să identifice imagini cu treceri de pietoni, lumini stradale și alte obiecte. S-a emis ipoteza că datele furnizate de către utilizatorii umani către reCAPTCHA sunt folosite de Waymo (o subsidiară Google) pentru a antrena vehicule autonome, deși un reprezentant nenumit a negat acest lucru, susținând că datele au fost folosite doar pentru a îmbunătăți Google Maps de la jumătatea anului 2021.
Site-urile web care fac peste un milion de interogări reCAPTCHA pe lună sunt taxate de Google pentru utilizarea reCAPTCHA.
reCAPTCHA v1 a fost declarat End-Of-Life și închis la 31 martie 2018.

### reCAPTCHA v2 (casetă de selectare)
În 2013, reCAPTCHA a început să implementeze analiza comportamentală a interacțiunilor browserului pentru a prezice dacă utilizatorul este un om sau un robot. În anul următor, Google a început să implementeze un nou API reCAPTCHA, care include „reCAPTCHA fără CAPTCHA” – în care utilizatorii considerați a fi cu risc scăzut trebuie doar să dea clic pe o singură casetă pentru a-și verifica identitatea. Un CAPTCHA poate fi încă prezentat dacă sistemul nu este sigur de riscul utilizatorului; Google a introdus, de asemenea, un nou tip de CAPTCHA conceput pentru a fi mai accesibil pentru utilizatorii de telefoane mobile, în care utilizatorul trebuie să selecteze imagini care să se potrivească cu un anumit obiect dintr-o grilă.

### reCAPTCHA v3 și reCAPTCHA Enterprise (invizibil)
În 2017, Google a introdus un nou reCAPTCHA „invizibil”, în care verificarea are loc în fundal și nu sunt afișate provocări dacă utilizatorul este considerat a avea un risc scăzut. Potrivit fostului „țar al fraudei clicurilor” Google, Shuman Ghosemajumder, această capacitate „creează un nou tip de provocare pe care roboții foarte avansați încă o pot rezolva, dar introduce mult mai puține frecări omului legitim”.

## Implementare
Testele reCAPTCHA sunt afișate de pe site-ul central al proiectului reCAPTCHA, care furnizează cuvintele care sunt de descifrat. Acest lucru se face printr-un API JavaScript, serverul efectuând un apel înapoi (callback) la reCAPTCHA după ce solicitarea a fost trimisă. Proiectul reCAPTCHA oferă biblioteci pentru diferite limbaje de programare și aplicații pentru a facilita acest proces. reCAPTCHA este un serviciu gratuit oferit site-urilor web pentru asistență la descifrare, însă, software-ul reCAPTCHA nu este open-source.
De asemenea, reCAPTCHA oferă plugin-uri pentru mai multe platforme de aplicații web, inclusiv ASP.NET, Ruby și PHP, pentru a ușura implementarea serviciului.

## Securitate

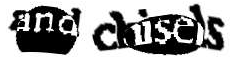
Un exemplu care ilustrează modul în care testele reCAPTCHA erau prezentate în 2010, conținând cuvintele „and chisels”

Scopul principal al unui sistem CAPTCHA este de a bloca roboții utilizați pentru spam în timp ce permite utilizatorilor umani să continue utilizarea serviciilor. Pe data de 14 decembrie 2009, Jonathan Wilkins a lansat o lucrare care descrie punctele slabe ale reCAPTCHA care le-a permis roboților să atingă o rată de rezolvare de 18%.
Pe 1 august 2010, Chad Houck a susținut o prezentare la Conferința de Hacking DEF CON 18 în care detalia o metodă de inversare a distorsiunii adăugate imaginilor, ceea ce a permis unui program de calculator să determine un răspuns valid în 10% din timp. Sistemul reCAPTCHA a fost modificat pe 21 iulie 2010, înainte ca Houck să vorbească despre metoda sa. Houck și-a modificat metoda, la ceea ce a descris ca fiind un CAPTCHA „mai ușor” pentru a determina un răspuns valid în 31,8% din timp. Houck a menționat, de asemenea, defensivele de securitate din sistem, inclusiv un blocaj de înaltă securitate dacă un răspuns invalid este dat de 32 de ori la rând.
Pe 26 mai 2012, Adam, C-P și Jeffball de la DC949 au susținut o prezentare la conferința hackerilor LayerOne⁠(d), în care au detaliat modul în care au reușit să obțină o soluție automatizată cu o rată de precizie de 99,1%. Tactica lor a fost să folosească tehnici din învățarea automată, un subdomeniu al inteligenței artificiale, pentru a analiza versiunea audio a reCAPTCHA, care este disponibilă pentru persoanele cu deficiențe de vedere. Google a lansat o nouă versiune de reCAPTCHA cu doar câteva ore înainte de discuția lor, făcând modificări majore atât versiunilor audio cât și vizuale ale serviciului lor. În această versiune, versiunea audio a fost mărită în durată de la 8 secunde la 30 de secunde și a devenit  mult mai greu de înțeles, atât pentru oameni, cât și pentru roboți. Ca răspuns la această actualizare și la următoarea, membrii DC949 au lansat încă două versiuni de Stiltwalker⁠(d) care au învins reCAPTCHA cu o precizie de 60,95% și, respectiv, 59,4%. După fiecare pauză succesivă, Google actualiza reCAPTCHA câteva zile mai târziu. Conform DC949, acestea au revenit adesea la funcții care fuseseră piratate anterior.
Pe 27 iunie 2012, Claudia Cruz, Fernando Uceda și Leobardo Reyes au publicat o lucrare care prezintă un sistem care rulează pe imagini reCAPTCHA cu o acuratețe de 82%. Autorii nu au spus dacă sistemul lor poate rezolva imagini recente reCAPTCHA, deși susțin că munca lor este un sistem OCR inteligent și robust pentru unele, dacă nu pentru toate modificările din baza de date de imagini.
Într-o prezentare din august 2012 susținută la BsidesLV 2012, DC949 a numit cea mai recentă versiune „insondabil de imposibilă pentru oameni” — nici ei înșiși nu au fost capabili să le rezolve manual. Organizația de accesibilitate web WebAIM⁠(d) a raportat în mai 2012, că „Peste 90% dintre respondenți [utilizatori de cititoare de ecran (screen reader)] consideră CAPTCHA un sistem foarte sau oarecum dificil”.

## Critică
Iterația originală a reCAPTCHA a fost criticată ca fiind o sursă de muncă neplătită pentru a asista la eforturile de transcriere.
Google profită de pe urma utilizatorilor reCAPTCHA ca lucrători gratuiți pentru a-și îmbunătăți cercetarea AI.
Un studiu de 13 luni publicat în 2023, „Dazed & Confused: A Large-Scale Real-World User Study of reCAPTCHAv2”, a constatat că reCAPTCHA oferă puțină securitate împotriva roboților și este în principal un instrument de urmărire a datelor utilizatorilor și a costat societatea aproximativ 819 milioane de ore de muncă umană neplătită.

### Confidențialitate
Iterația actuală a sistemului a fost criticată pentru dependența sa de cookie-uri de urmărire și pentru promovarea blocării furnizorilor (vendor lock-in) cu serviciile Google; administratorii sunt încurajați să includă codul de urmărire al reCAPTCHA pe toate paginile site-ului lor web pentru a analiza comportamentul și „riscul” utilizatorilor, ceea ce determină nivelul de "bătăi de cap" prezentat atunci când este utilizat reCAPTCHA pe site-ul respectiv. Google a declarat în politica sa de confidențialitate că datele utilizatorilor colectate în acest mod nu sunt utilizate pentru reclame personalizate. De asemenea, s-a descoperit că sistemul îi favorizează pe cei care au un cont Google activ și presupune un risc mai mare către cei care folosesc proxy-uri de anonimizare și servicii VPN.
Îngrijorări au fost ridicate cu privire la confidențialitate atunci când Google a anunțat reCAPTCHA v3.0, deoarece permite Google să urmărească utilizatorii pe site-uri web non-Google.
În aprilie 2020, Cloudflare a trecut de la reCAPTCHA la hCaptcha, invocând preocupări legate de confidențialitate cu privire la potențiala utilizare de către Google a datelor pe care le recolectează prin reCAPTCHA pentru publicitate direcționată și pentru a reduce costurile de operare, deoarece o parte considerabilă a clienților Cloudflare sunt clienți neplătitori. Ca răspuns, Google a declarat pentru PC Magazine că datele de la reCAPTCHA nu sunt folosite niciodată în scopuri de publicitate personalizată.

### Accesibilitate
Centrul de ajutor Google afirmă că reCAPTCHA nu este acceptat pentru comunitatea de surdoorbi, blocând efectiv astfel de utilizatori în toate paginile care utilizează serviciul. Cu toate acestea, reCAPTCHA are în prezent cea mai lungă listă de considerații de accesibilitate dintre orice serviciu CAPTCHA.

### Interfață
Într-una dintre variantele provocărilor CAPTCHA, imaginile nu sunt evidențiate progresiv, ci se estompează atunci când se da clic și sunt înlocuite cu o nouă imagine care se estompează, asemănătoare cu jocul whack-a-mole.
Criticii au vizat durata lungă pentru ca imaginile să dispară și să intre.

## Proiecte derivate
reCAPTCHA, de asemenea, a creat și proiectul Mailhide, care protejează adresele de e-mail de pe paginile web împotriva recoltării lor de către Spammeri. În mod implicit, adresa de e-mail era convertită într-un format care nu permitea unui robot de căutare (crawler) să vadă adresa de e-mail completă; de exemplu, „mailme@example.com” ar fi fost convertită în „mai...@example.com”. Apoi, vizitatorul dădea clic pe „...” și va rezolva CAPTCHA-ul pentru a obține adresa de e-mail completă. De asemenea, se putea edita codul pop-up, astfel încât niciuna dintre adrese să nu fie vizibilă.